# Raymond Lavigne (homme politique)
Pour les articles homonymes, voir Raymond Lavigne.
Raymond Lavigne, né le 16 novembre 1945 à Montréal, est un homme politique canadien, ancien député à la Chambre des communes du Canada et ancien sénateur. Il représente au Parlement fédéral le Parti libéral du Canada jusqu'à son expulsion du caucus en 2006.

## Biographie
Raymond Lavigne est né à Montréal, dans le quartier Saint-Henri, dans une famille qui comptait 14 enfants. Il a étudié au Collège Saint-Henri, puis à l'Université de Montréal en administration et technique de vente. Il a été propriétaire de deux magasins de meubles.
Il se présente une première fois à l'élection générale fédérale de 1988 dans la circonscription de Verdun—Saint-Paul et est défait par le candidat conservateur. Il est élu à sa deuxième tentative aux élections de 1993, puis réélu en 1997 dans la nouvelle circonscription de Verdun—Saint-Henri et une dernière fois en 2000, la circonscription ayant changé de nom pour Verdun—Saint-Henri—Saint-Paul—Pointe-Saint-Charles.
Il démissionne de son poste de député lorsqu'il est nommé au Sénat par le premier ministre Jean Chrétien le 26 mars 2002. Il a démissionné du Sénat le 21 mars 2011.

## Problèmes judiciaires
En 2005, Raymond Lavigne est soupçonné d'avoir fait abattre des arbres sur sa propriété par un des employés de son bureau au Sénat. D'autres allégations de détournement des fonds du Sénat pour son usage personnel ont été révélées. Un comité du Sénat a examiné les irrégularités et il a été exclu du caucus libéral le 8 juin 2006. La Gendarmerie royale du Canada a ouvert une enquête en août 2006 et des accusations de fraude dépassant 5 000 $, d'abus de confiance et d'entrave à la justice ont été portées en août 2007. Son procès a débuté en décembre 2009, et pendant celui-ci, le sénateur continuait à toucher son salaire ainsi que ses frais de bureau et de déplacement.
Il a été reconnu coupable le 11 mars 2011 de fraude et d'abus de confiance, et sa sentence devrait être connue le 10 mai 2011. En particulier, le juge Robert Smith a déterminé qu'il avait sciemment présenté des fausses demandes de remboursement de frais de déplacement totalisant 10 120,50 $ qu'il n'avait pas engagés. À la suite de ce verdict, les autorités du Sénat ont immédiatement suspendu le budget de recherche et de bureau de Raymond Lavigne. En démissionnant du Sénat le 21 mars 2011, avant d'être possiblement expulsé par un vote des sénateurs, Raymond Lavigne s'assure d'avoir droit à sa pension d'ancien sénateur ainsi qu'à celle d'ancien député.

## Liens
- Ressource relative à la vie publique :   - Parlement du Canada
- Site officiel